# Megachile riojana
Megachile riojana är en biart som beskrevs av Carlos Schrottky 1920. Megachile riojana ingår i släktet tapetserarbin, och familjen buksamlarbin. Inga underarter finns listade i Catalogue of Life.